# مس‌عینک
مس‌عینک در ولایت لوگر در ۴۰ کیلومتری جنوب شرقی کابل واقع شده است. این منطقه بزرگترین معدن مس افغانستان و یک مجموعه باستانی از معابد بودایی متعلق به عصر مفرغ را در خود جای داده‌است.

## ریشهٔ واژه
کلمه‌ای است از زبان پشتو به معنی منبع کوچک مس که «عین» ریشه در عربی دارد به معنی سرچشمه و «ک» هم پسوندی به معنای کوچک است.

## نگارخانه

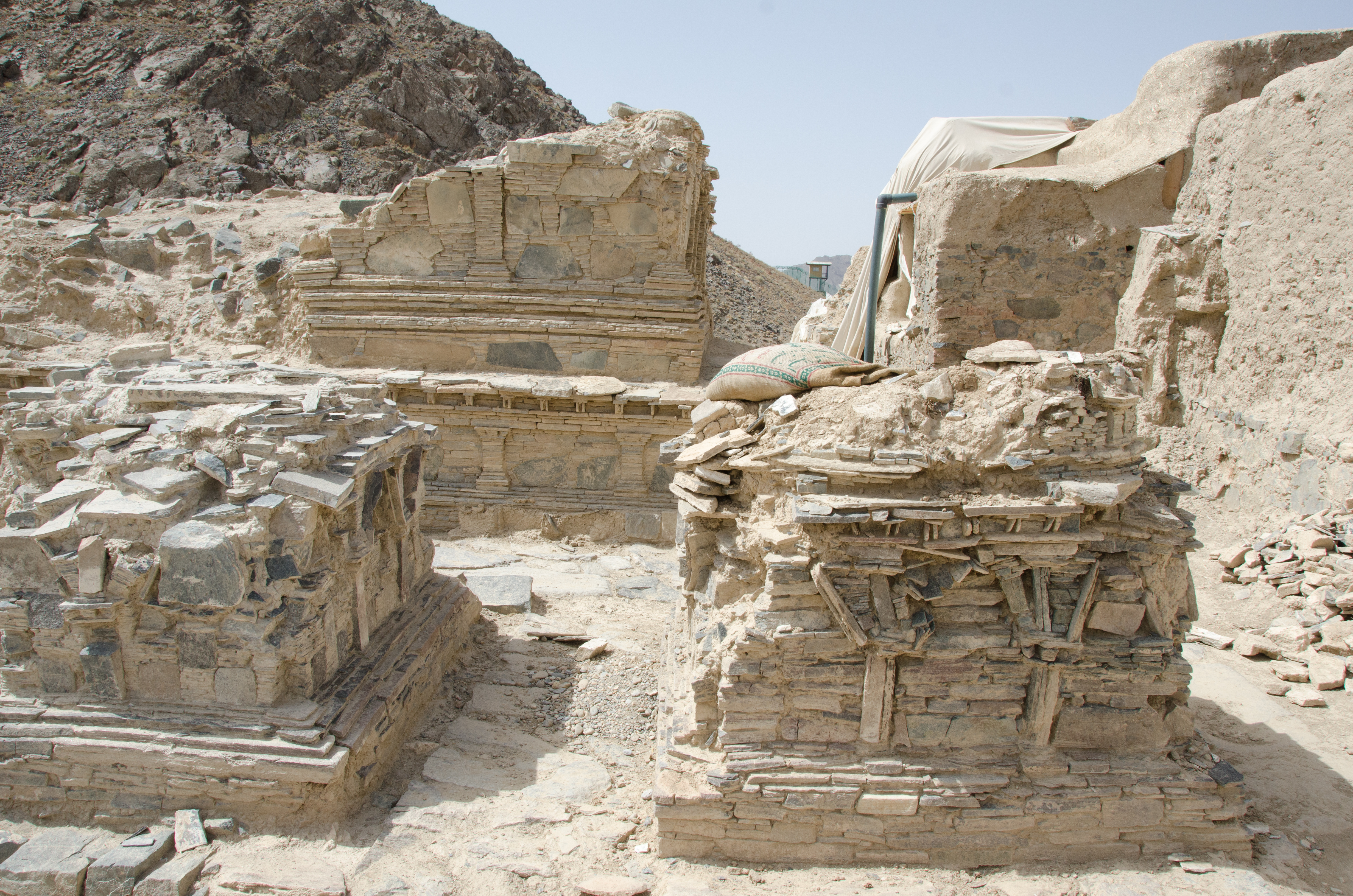
گنبد مس‌عینک
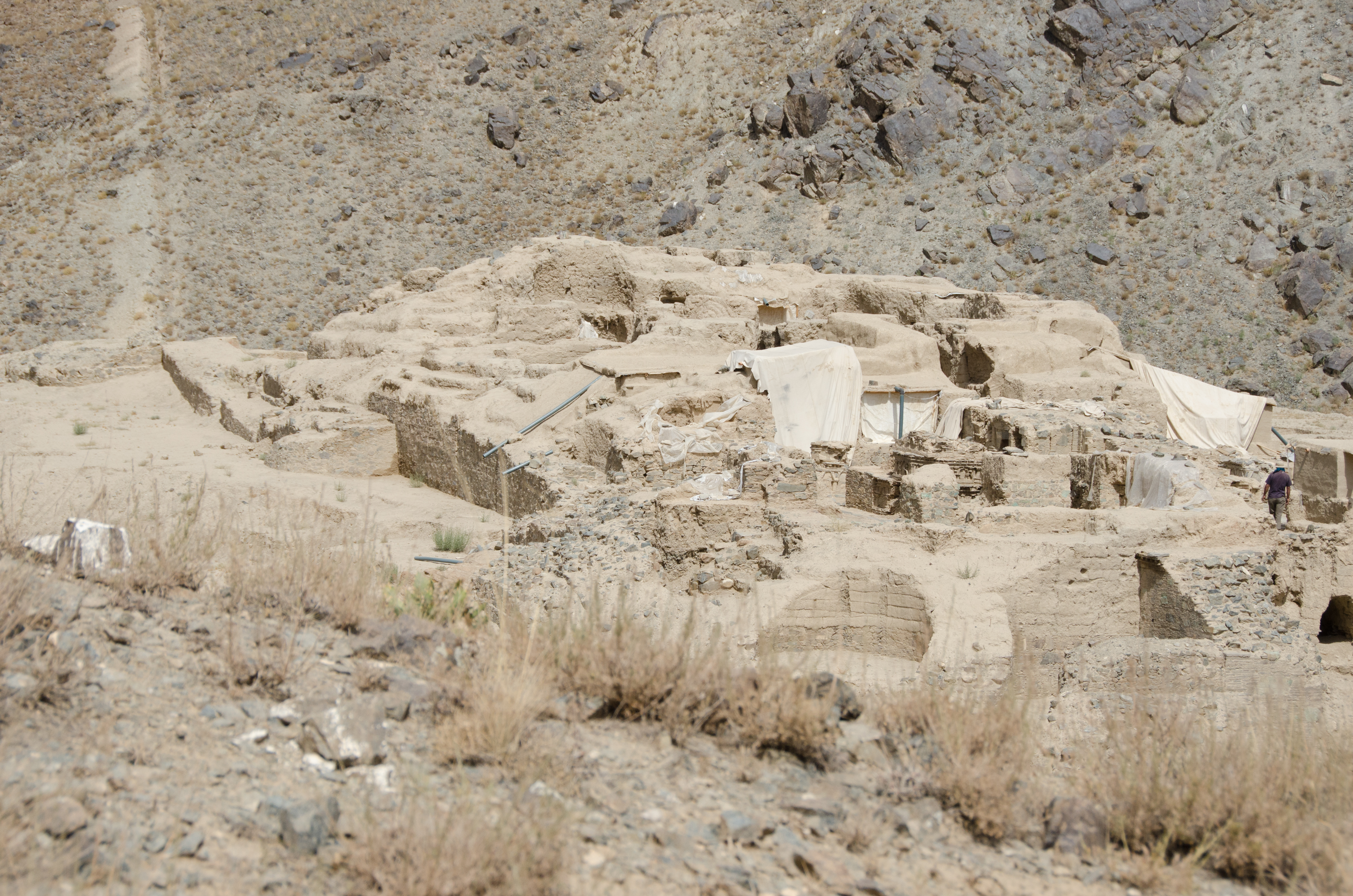
نمایی از خانقاه مس‌عینک
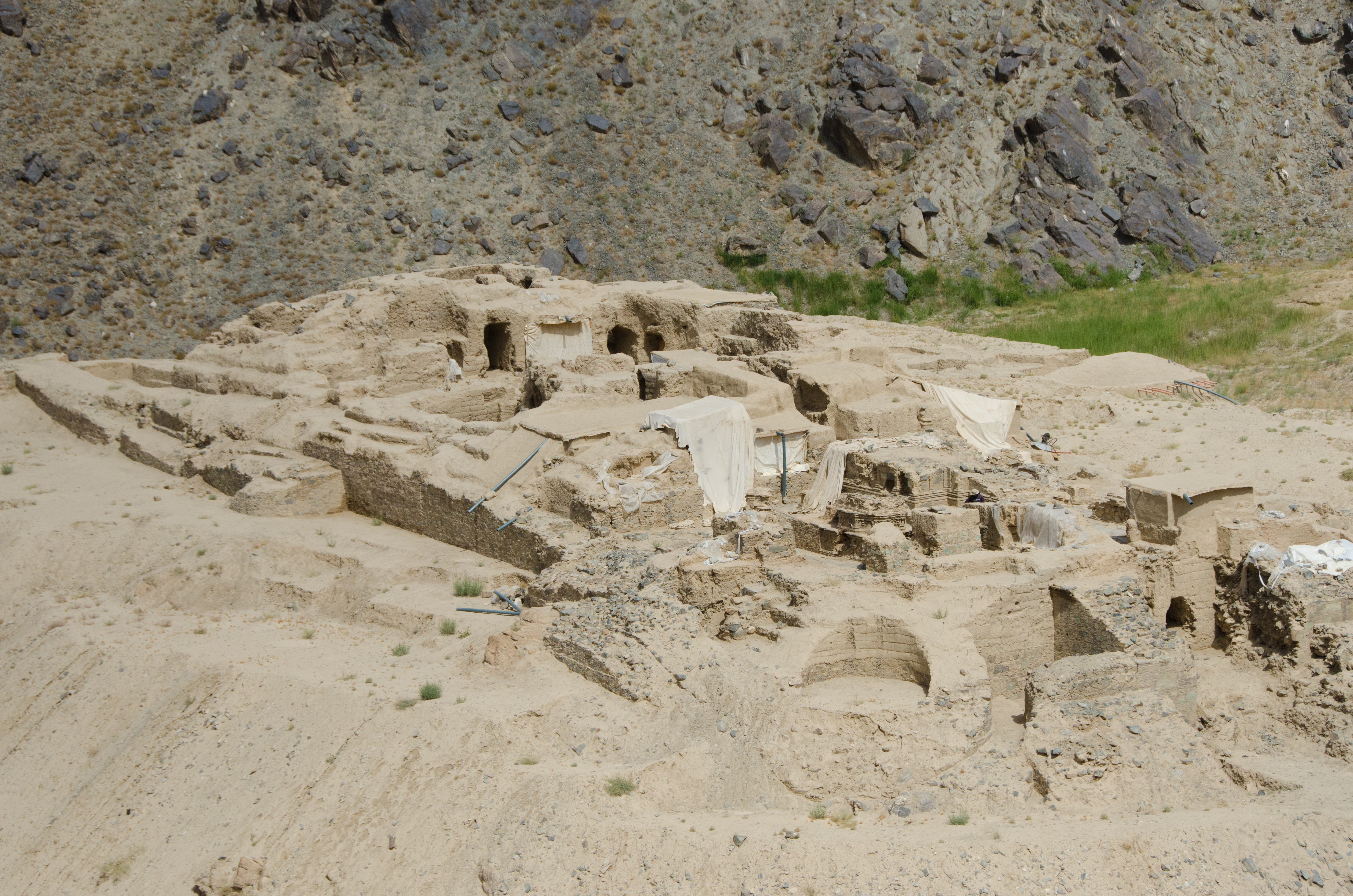
خانقاه مس‌عینک
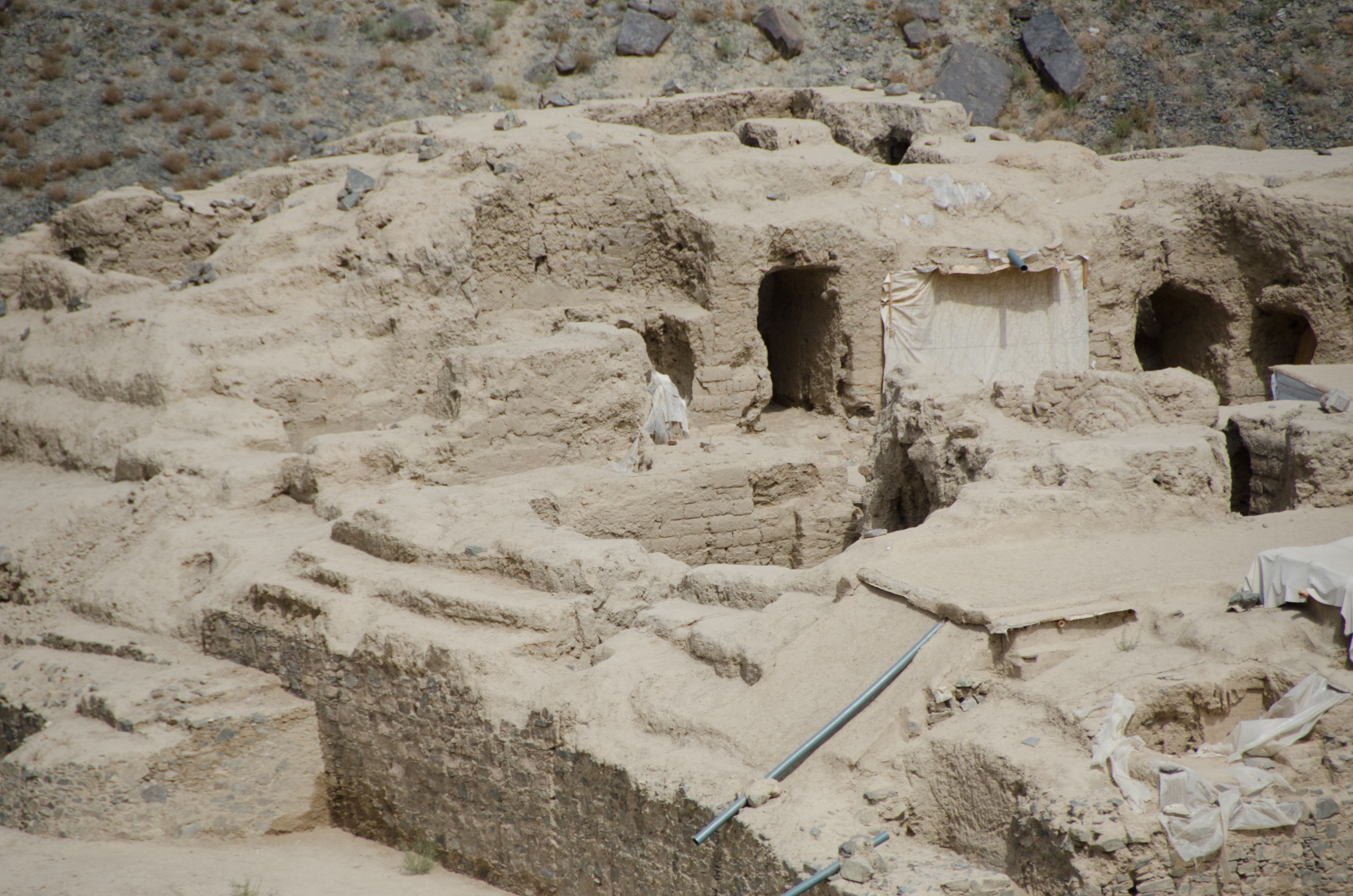
ساختار خانقاه مس‌عینک
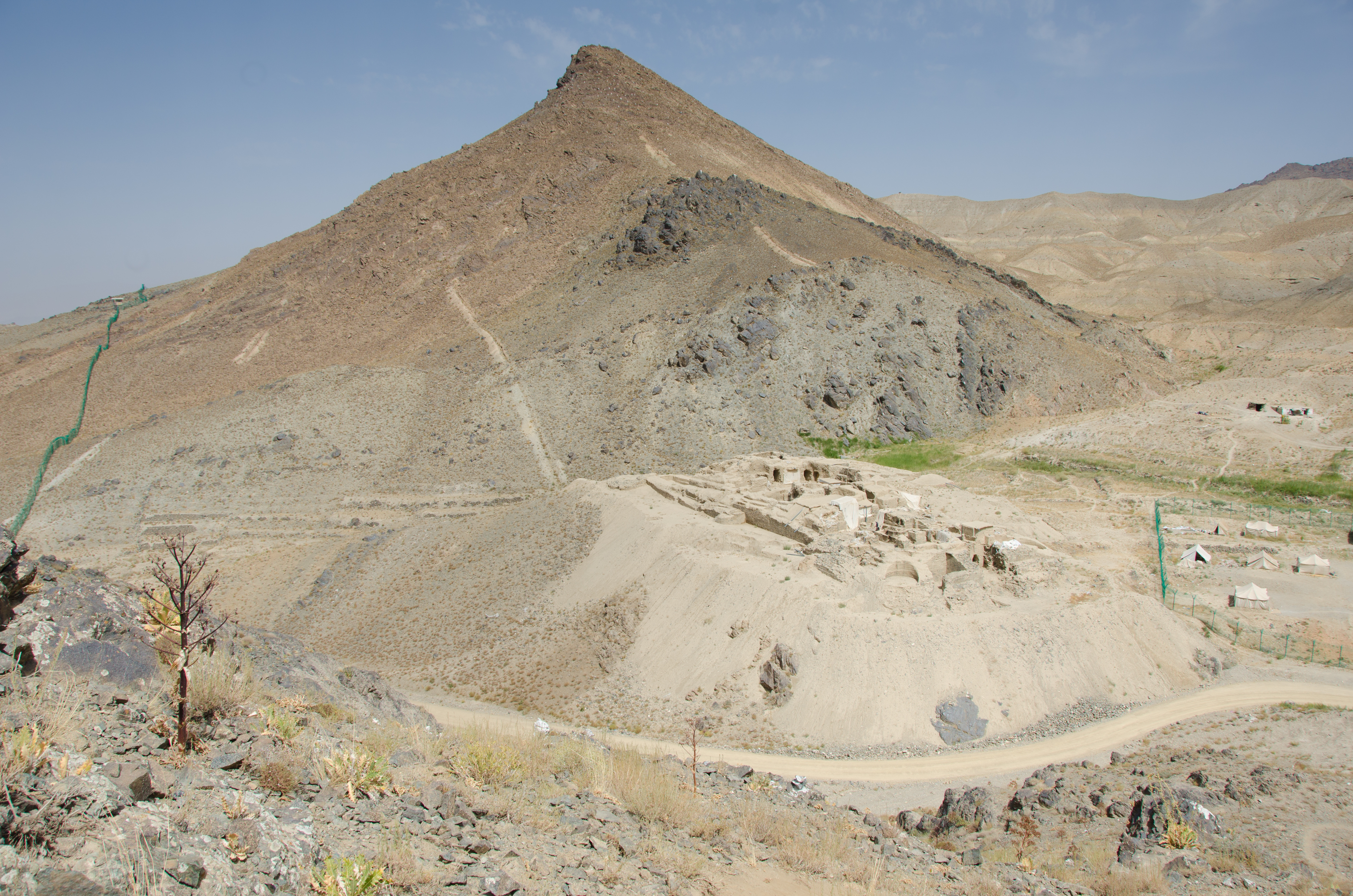
نمای شمالی مس‌عینک
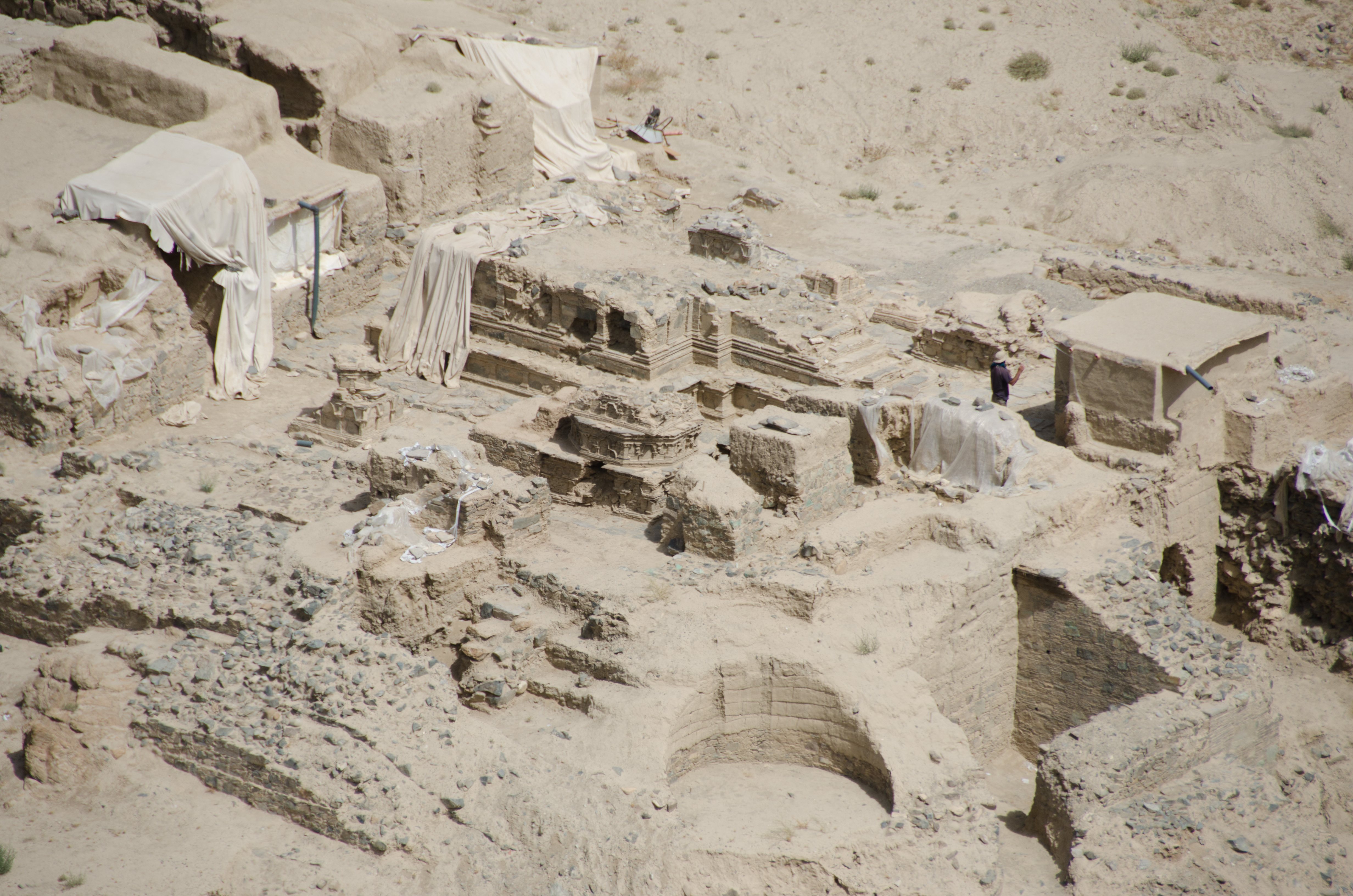
ساختار خانقاه مس‌عینک
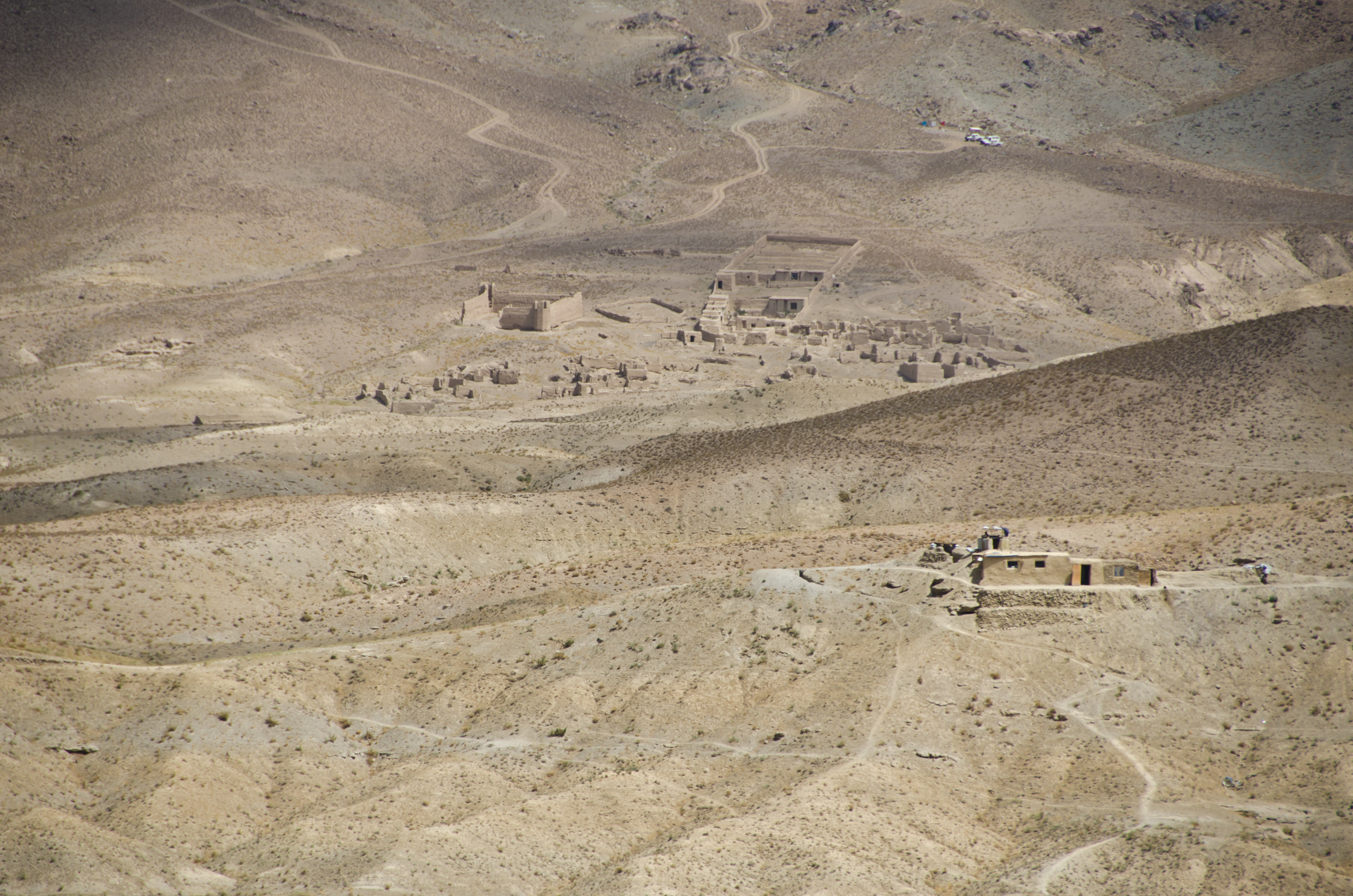
نمایی از مس‌عینک
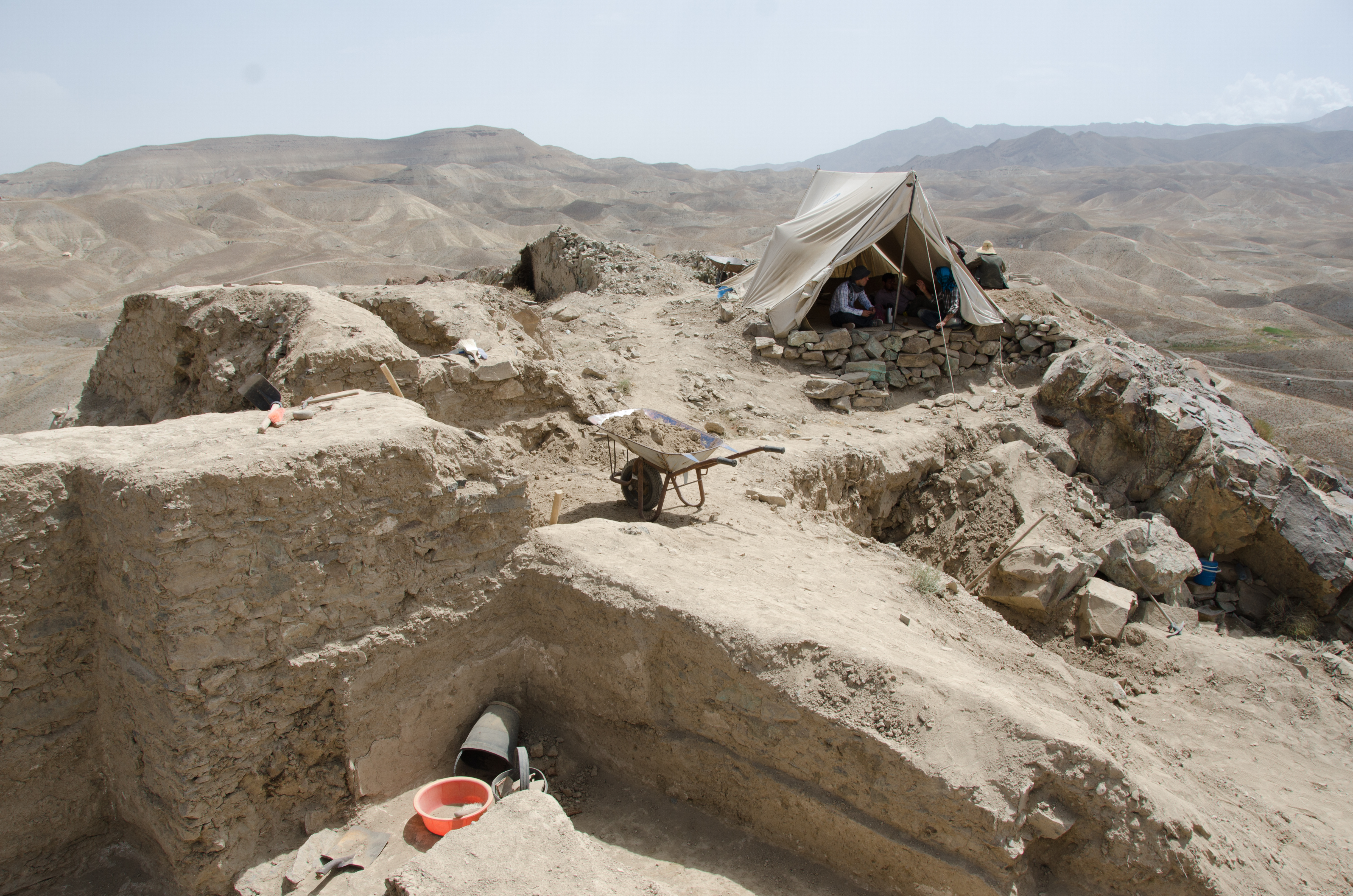
تپه مس‌عینک
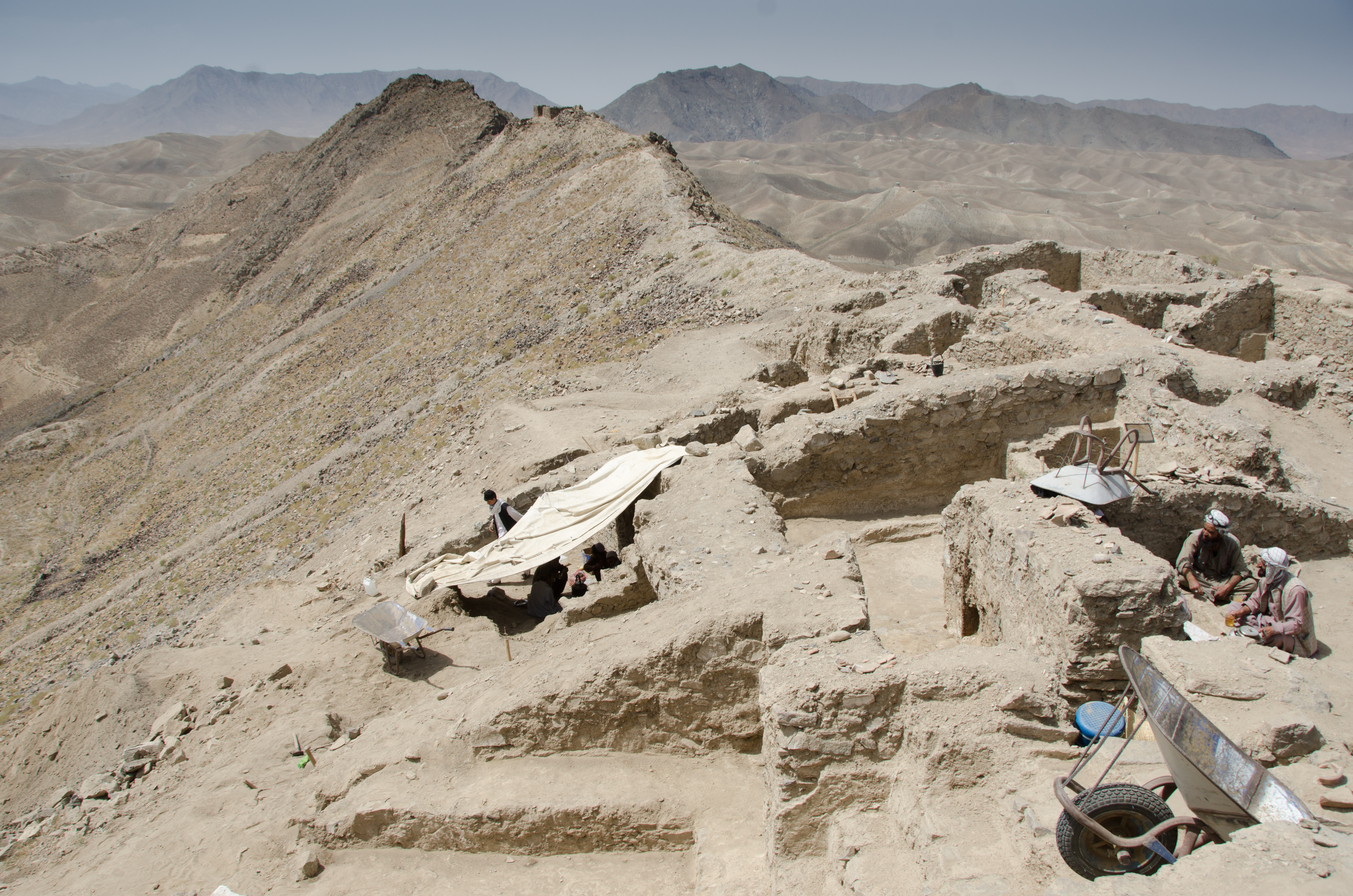
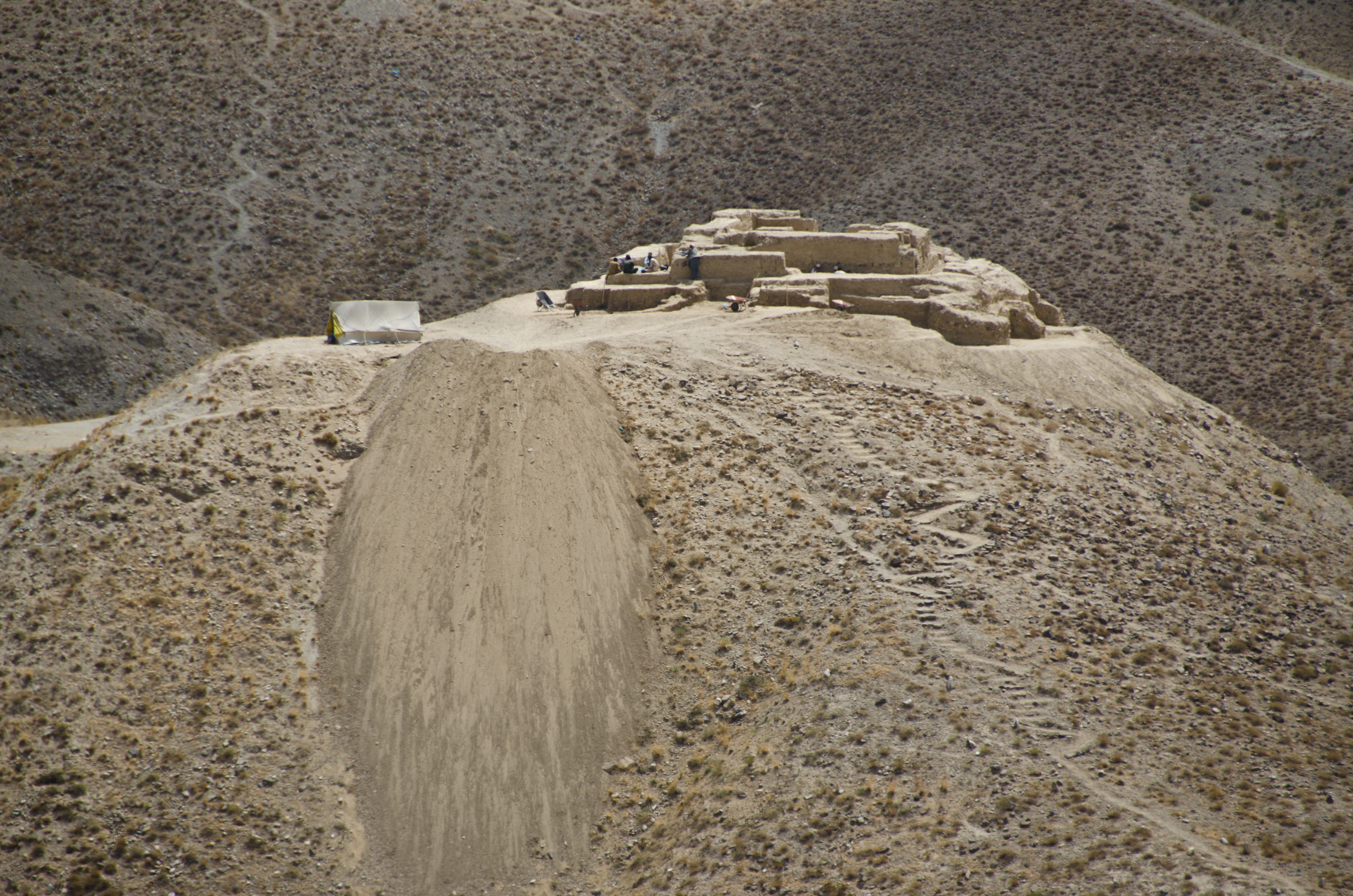
نمای شرقی مس‌عینک
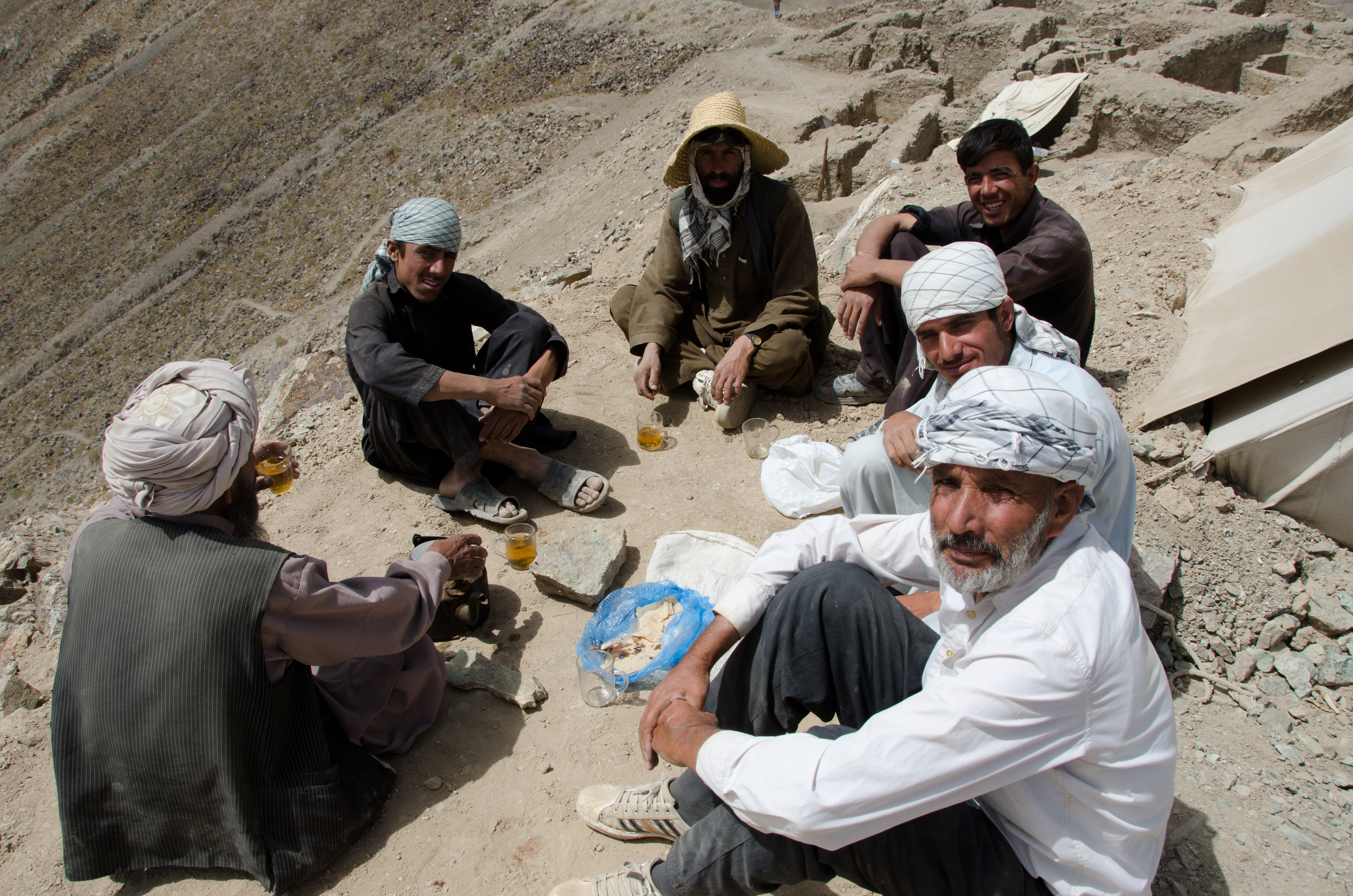
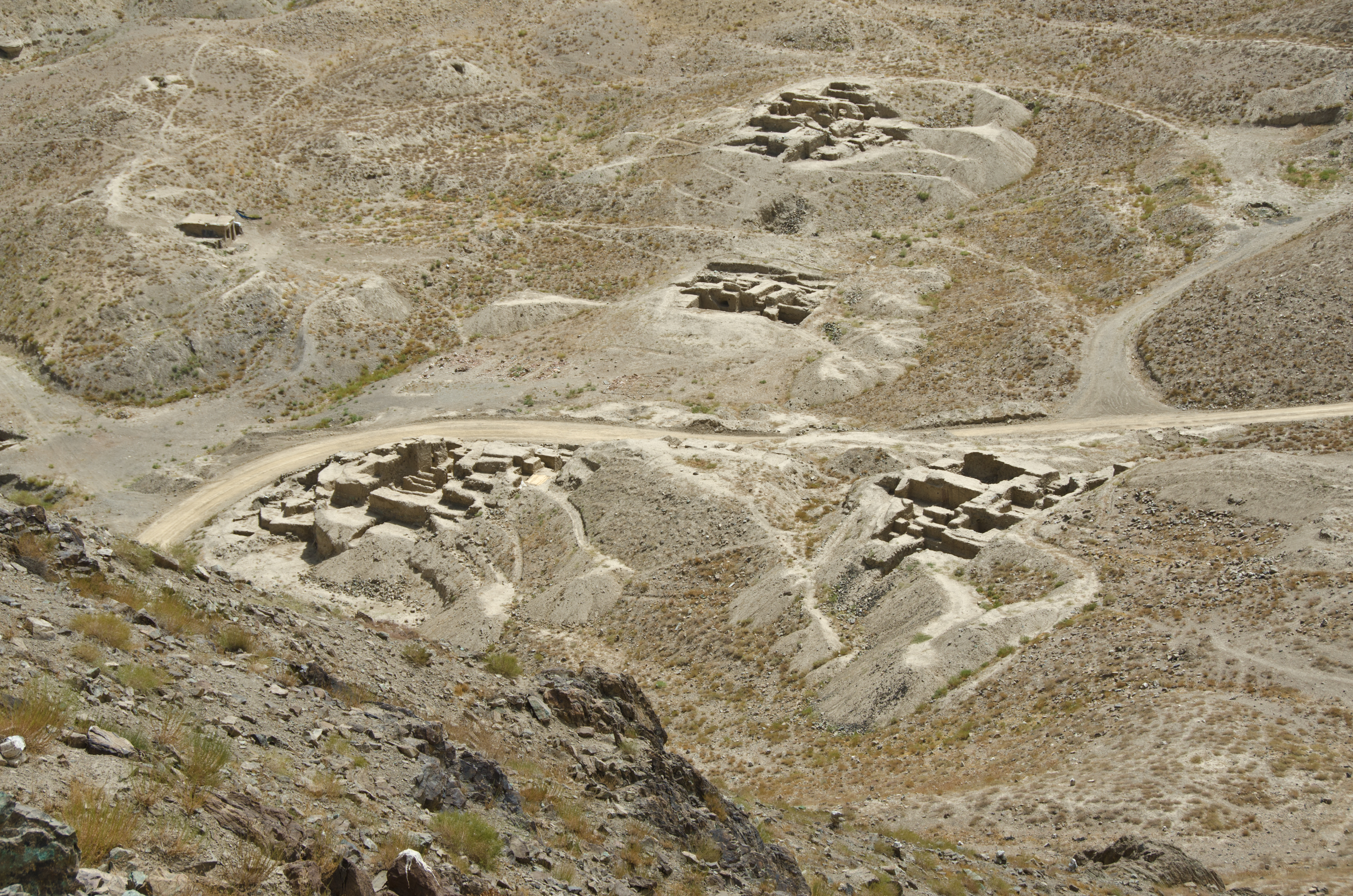
نمای شرقی مس‌عینک